# Ладислав Алеман
Ладислав Алеман је био усташки генерал, помоћник главара управног стожера и заменик заповедника гарнизона НДХ у Загребу.
Рођен је у Винковцима 7. априла 1881. Учествовао је у Првом светском рату као сатник аустроугарске војске. Од 18. јула 1941. до 9. априла 1942. био је велики жупан велике жупе Сана и Лука. Прочелник је Одела и главар Уреда у Министарству оружаних снага НДХ. 
Од фебруара 1945. године био је помоћник заповедника града Загреба. Имао је чин генерала и носилац је усташког звања витез. Такође је био један од 28 генерала НДХ јеврејског порекла.